# Natal'ja Podol'skaja (canoista)
Natal'ja Podol'skaja (Vologda, 14 ottobre 1993) è una canoista russa specializzata nella canoa sprint. 
Podol'skaja ha rappresentato la Russia alle Olimpiadi estive del 2012 a Londra, dove ha gareggiato solo nei 500 metri K-4 femminili, insieme alle sue compagne di squadra Yuliana Salakhova, Vera Sobetova e Yulia Kachalova. Podol'skaja e il suo team si sono classificati settimi nella finale, con un distacco di sei millesimi di secondo (0,006) dalla squadra portoghese (guidata da Teresa Portela), con un tempo di 1:33.459. Nel giugno 2015 ha gareggiato per la Russia alla prima edizione dei Giochi Europei nella canoa sprint, più precisamente nella specialità K-1 femminile sui 200 metri. Ha vinto una medaglia d'argento. Si è qualificata per gli eventi K-1 200 metri femminili e K-1 500 metri femminili alle Olimpiadi estive del 2020. 